# Марія Горецька
Марія Гелена Юлія Горецька (пол. Maria Helena Julia Gorecka), до шлюбу Міцкевич (7 вересня 1835, Париж — 26 листопада 1922, Париж) — французька перекладачка та мемуаристка, публіцистка та філантропка.

## Життєпис
Старша дочка Адама Міцкевича та його дружини Целіни. 
Восени 1855 року закінчила курси гувернанток. Не прийнявши пропозицію Арманда Леві, натомість, 7 листопада 1857 року одружилася з художником Тадеушем Горецьким. Народила чотирьох дітей: Адама, Людовіка, Целіну та Гелену. Адам та Целіна померли молодими. Вдруге пошлюбила Йозефа Модлінського з Кривосадів на Куявах, де і померла.
Була авторкою перекладів з французької мови та книги «Спогади про Адама Міцкевича».
Похована на кладовищі Монморенсі.